# Centre d'expérimentations pratiques et de réception de l'aéronautique navale
Le Centre d'expérimentations pratiques et de réception de l'aéronautique navale (CEPA) est une unité militaire française qui existe (sous diverses appellations) depuis 1916. Appartenant à la Marine nationale française, elle a pour mission l'expérimentation des nouveaux matériels aéronautiques et la validation de leur bon fonctionnement, avant leur entrée en service dans les escadrilles (ou flottilles) opérationnelles de l'Aéronautique navale. Elle constitue l'équivalent naval du Centre d'essais du matériel aérien de l'Armée de l'Air.